# Friedrich Rudolf Stallmann
Friedrich Rudolf Stallmann (Potsdam, Alemania, 1871- Baden-Baden, Alemania, 1946), alías Barón de Köening, Rodolphe Lemoine, Fritz Kölmann, Alberto Colman, Federico Stagni o Von Rosdbel , nombre en clave REX, fue un espía, estafador y sicario al servicio indistintamente a Francia y Alemania que protagonizó la época del pistolerismo en Barcelona en el periodo inmediatamente posterior a la Primera Guerra Mundial y desempeñó un papel clave en el desciframiento de Enigma.

## Primeros años, carrera como estafador internacional y agente doble
Friedrich Rudolf Stallmann nació en 1871 en Potsdam, hijo de un joyero berlinés. A los 18 años, para evitar una pena por robo y asesinato, se alistó en la Legión Extranjera francesa. Tras desertar volvió a Europa donde se dedicó profesionalmente al juego, montando un cabaret-casino en Bruselas. Poco después adoptó el título falso de Barón de Köening, con el que se hizo conocido en los casinos frecuentados por las clases dominantes de la época. En 1902 fue expulsado de territorio francés bajo la acusación de ser un espía alemán, pasando a Argentina.
En el país austral conoció y se casó con la hija de un médico parisino llamada Renée Lemoine, para la que inventa el título de Baronesa René Scalda. Juntos, interpretando el papel de aristócratas refinados amantes del lujo, se dedicaron a estafar a personas pudientes en diversos países. Hasta 1910 hay constancia de su paso por Venezuela, Turquía, Egipto, Persia, India y Sudáfrica.
En 1910 el matrimonio formado por el Baron de Köening y la baronesa Scalda retornó a Europa, instalándose en Gran Bretaña y operando además en Francia, Bélgica, Holanda y Alemania, apareciendo caracterizado en la prensa de este país en 1911 como Köening der Spieler (Köening el Jugador). En este periodo es juzgado varias veces acusado múltiples estafas y al menos dos asesinatos, sin llegar nunca a entrar en prisión. La razón de su impunidad radicaba en que al menos desde 1904 estaba a sueldo del Deúxieme Bureau francés y, desde 1910, del Abteilung IIIb, el Servicio Militar de Inteligencia del Imperio Alemán.

## Primera Guerra Mundial: Fuenterrabía
En 1915, y siempre bajo el nombre de Barón de Köening, Stallmann cruzó la frontera española acompañado de su esposa, estableciéndose en Fuenterrabía. La costa entre San Sebastián y Biarritz se había convertido en las dos primeras décadas del siglo, en el lugar favorito de veraneo para las clases aristocráticas de toda Europa. Con el estallido de la Primera Guerra Mundial, un gran número de familias pudientes habían buscado refugio en la zona: esa concentración de dinero y poder fue una de las dos razones que llevó a que Stallmann se estableciese en esa área. El segundo motivo fue la conversión acelerada de España, y en particular las zonas costeras y de frontera, en campo de juego principal para el espionaje de las potencias europeas inmersas en el conflicto.

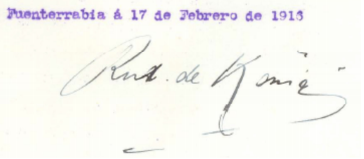
Firma autógrafa de Rudolf Stallmann, alías Barón de Köening, conservada en un documento depositado en el Archivo Municipal de Fuenterrabía, 17 de febrero de 2016.

Usando sus dotes y contactos, Stallmann se convirtió en el epicentro de la vida social local: su primer acto público consistió en donar 500 pesetas de la época al Ayuntamiento para su distribución entre los necesitados. Además, generó expectación y escándalo al aparecer abiertamente con su esposa y con una joven amante compartida por ambos. Su notoriedad le franquéo el ser nombrado director del Casino de Fuenterrabía (actual Kasino Zaharra) en febrero de 1916. Durante los doce meses siguientes Stallmann amasó una fortuna mediante la estafa sistemática a los ricos asistentes del Casino, al tiempo que cumplía diversas misiones tanto para alemanes como para franceses. Una de estas resulta paradigmática para entender la manera de operar del Baron de Köening: en 1917 el propietario de la cantina de la Estación de Irún, llamado Antonio Calvo, del que Stallmann se había ganado su confianza merced a sus continuos desplazamientos ferroviarios a uno y otro lado de la frontera, le confió que había dado alojamiento y ropa a un grupo de prisioneros de guerra alemanes evadidos de un campo francés que habían aparecido de madrugada en la estación. Stallmann informó al Servicio Secreto francés de que había encontrado una "red de apoyo a evadidos" y, con un pretexto, invitó a Calvo a dar un paseo en yate. Una vez a bordo, este fue conducido a punta de pistola hasta Hendaya, donde lo entregaron a las autoridades francesas. Estas, tras juzgarlo sumariamente, lo fusilaron en febrero de 1917 y Stallmann se embolsó un cuantioso premio por el éxito de la operación.
Sin embargo, a mediados de 1917 los rumores sobre el sistemático expolio del Casino de Fuenterrabía se hicieron indisimulables y el gobernador civil de Guipúzcoa, López Monis, decretó la detención del Barón de Köening. Este, advertido por uno de los muchos policías que tenía en nómina como informantes, desapareció de la ciudad junto con su esposa.

## Barcelona:La Banda Negray el pistolerismo
En septiembre de 1918 Stallmann, siempre bajo el alias de Baron de Köening, hizo su aparición en una Barcelona convulsa. La Ciudad Condal era escenario de fortísimas tensiones sociales entre trabajadores organizados (con preponderancia de la poderosa CNT) y organizaciones patronales. Además, durante los cuatro años anteriores, había sido escenario principal de una frenética actividad de espionaje por parte de los bandos enfrentados en la Primera Guerra Mundial. Con el fin de la misma, las estructuras criminales montadas para influir en la opinión pública, neutralizar a las autoridades locales y tener acceso a información estratégica quedaron incólumes y dispuestas a ofrecerse al mejor postor. La más conocida es la red de informantes tejida por Isaac Ezratty (un espía alemán de origen judío que operaba bajo el alias de Barón Ino Von Rolland) y encabezada por el comisario Bravo Portillo, que pasó a servir, bajo el nombre de La Banda Negra, como brazo armado de la patronal barcelonesa, organizando diversos atentados contra exponentes sindicales, reventando huelgas o asaltando periódicos, siempre con la connivencia de las autoridades.
Stallmann se integró en dicha organización y, tras el asesinato de Bravo Portillo por parte de un grupo de acción anarquista en septiembre de 1919, se convirtió en su jefe. Bajo su dirección el pistolerismo patronal instauró seis meses de terror en la ciudad, asesinando con impunidad a numerosos sindicalistas y trabajadores. El Barón de Köening estableció su cuartel general en un apartamento elegante situado en el número 6 de la Rambla de las Flores, bajo la tapadera de una empresa de detectives llamada BKS (Barón Von Köening Services). La Banda Negra contaba con 70 matones y tanto las armas como las licencias de porte eran suministradas directamente por el Gobierno Civil de la ciudad. La situación se desbordó cuando Stallmann comenzó a operar por libre, extorsionando a una serie de empresarios a los que exigió una fuerte suma a cambio de "garantizar su seguridad". Cuando el 5 de enero de 1920 sus hombres atentaron contra el presidente de la todopoderosa Federación Patronal Catalana, Félix Graupera, su imperio se desmoronó. El propio presidente del Gobierno, Eduardo Dato, ordenó su expulsión inmediata del país, que se llevó a cabo en mayo de 1920 bajo la acusación de no poseer los papeles en regla. El Baron de Köening no solo abandonó España impune, sino que además lo hizo por Irún donde "fue despedido con honores por las autoridades españolas".

## Coronel Lemoine yEnigma
El matrimonio formado por Friedrich Stallmann y Renée Lemoine se estableció en París; en este periodo él continuó en la nómina del Deuxième Bureau al tiempo que seguía frecuentando casinos y salas de juego. En 1926 adquirió la nacionalidad francesa y, desde ese momento, en los archivos franceses aparece como "Coronel Rodolphe Lemoine", cambiándose legalmente el apellido para adoptar el de su esposa.
En 1931 Stallmann/Lemoine consiguió trabar amistad en Bélgica con Hans-Thilo Schmidt, un súbdito alemán que trabajaba en el ultrasecreto Departamento de Cifrado del Alto Mando del ejército alemán. Ganándose su confianza y aprovechando las deudas de juego contraídas por Schmidt, consiguió que este comenzase a pasar información altamente secreta a la inteligencia francesa. Stallmann se encargó del "manejo" de Schmidt, actuando como intérprete entre este y su propio oficial de control, capitán Gustave Bertrand. Schmidt trabajaba con la ultrasecreta máquina de cifrado Enigma. En octubre de 1931 entregó a Stallmann el manual de instrucciones de la misma y un libro de claves; en septiembre de 1932 consiguió pasar detalles técnicos relativos a la disposición de los teclados y rodillos intercambiables de la máquina. Hasta 1938, cuando fue cambiado de destino, Schmidt continuó pasando información a través de Stallmann: la importancia de la misma tuvo un enorme peso en el curso de la II Guerra Mundial. El gobierno francés compartió los datos sobre Enigma con Polonia y Reino Unido. El Biuró Szyfrów polaco usó la información obtenida por Stallmann para descifrar los códigos de la primera generación de máquinas Enigma y, tras la derrota de su país a manos de la Alemania nazi en septiembre de 1939, fue evacuado a Gran Bretaña, donde se integró en el equipo criptográfico basado en Bletchley Park (formado, entre otros, por Alan Turing). El descriframiento total de Enigma conseguido en Bletchley Park confirió una ventaja estratégica decisiva a los Aliados, que fueron capaces de interceptar todas las comunicaciones alemanas hasta el final de la guerra. En reconocimiento al papel jugado por Stallmann/Lemoine, el jefe del Dexieme Bureau, Paul Paillole se refirió a él como "el espía francés conocido, temido, admirado y buscado por los servicios especiales del mundo".
En 1937 la Gestapo alemana identificó por fin a REX como Friedrich Stallmann / Coronel Lemoine, emitiendo una orden de búsqueda y captura acompañada de una de las dos únicas imágenes que se conservan de él.

## Segunda Guerra Mundial, traición y muerte.
En pleno derrumbe de Francia, el 20 de junio de 1940 Stallmann pasó a Gran Bretaña en un dragaminas de la Royal Navy. Apenas tres días después, y por orden directa del director de la Inteligencia Francesa volvió a cruzar el país, instalándose en Saint Raphäel, un municipio de la Costa Azul situado en la Zona No Ocupada por los alemanes. Durante los dos años siguientes sobrevivió dedicándose a la venta de pasaportes y salvoconductos falsos en el mercado negro, vigilado permanentemente por la Inteligencia de la Francia Libre. A fines de 1942 intentó vender un código secreto italiano mediante intermediarios a los alemanes. Estos, que tras la incautación de archivos franceses de inteligencia, estaban tras su pista, lo detuvieron el 27 de febrero de 1943, trasladándolo a París. Stallmann, por iniciativa propia, contó su vida a los agentes del Abwerh, delatando a Hans-Thilo Schmidt (que fue detenido y se suicidó en prisión días después). Stallmann/Lemoine no sufrió torturas o maltratos; al contrario, fue invitado a unirse al servicio secreto alemán, cosa que el aceptó, desvelando los nombres de varios agentes secretos galos a la Gestapo.
Tras la rendición incondicional nazi fue detenido en Alemania por tropas francesas, siendo interrogado en Bald Wildbab. Friederich Rudolf Stallmann, alías Rodolphe Lemoine, alías Barón de Köening falleció en su celda en 1946. La causa de su muerte, según los servicios secretos franceses fue "una complicación hemofílica". Tenía 75 años de edad. 